# 221e division de fusiliers (2e formation)
Pour les articles homonymes, voir 221e division.
La 221e division de fusiliers (russe : 221-я стрелковая дивизия) est une division d'infanterie de l'Armée rouge pendant la Seconde Guerre mondiale.
La division est formée au sein de la 5e armée de choc du front du Sud fin juin 1943, à partir de la 79e brigade de fusiliers. Après avoir contribué à la percée des défenses allemandes le long du Mious, elle avance à travers le sud-est de l'Ukraine et reçoit un titre honorifique de bataille pour la libération de Marioupol. De là, la division suivit un parcours inhabituel, servant comme une sorte d'unité de soutien sur plusieurs secteurs du front, d'abord à l'ouest de Kiev où elle remporte l'ordre du Drapeau rouge, puis bien plus au nord au sein des 7e et 21e armées lors des offensives finales contre la Finlande. Elle rejoint ensuite la 39e armée du 3e front biélorusse, participant aux campagnes de Prusse orientale en 1945, remportant ainsi une nouvelle décoration. Avant la capitulation allemande, elle commence à se déplacer avec cette armée à travers l'Union soviétique pour servir lors de l'invasion de la Mandchourie en août, où elle remporte un deuxième titre honorifique de bataille. Quelques mois après la capitulation japonaise, elle est dissoute en Extrême-Orient.

## Formation
Une première 221e division de fusiliers est créée en mars 1942 et dissoute en novembre 1942. La seconde 221e division de fusiliers est formée au sein de la 5e armée de choc du front du Sud le 29 juin 1943, sur la base de la 2e formation de la 79e brigade de fusiliers.
Une fois la division formée, son ordre de bataille est le suivant :
- 625e régiment de fusiliers
- 671e régiment de fusiliers
- 695e régiment de fusiliers
- 659e régiment d'artillerie
- 422e groupe (divizion) indépendant antichar
- 296e compagnie de reconnaissance
- 379e bataillon de sapeurs
- 595e bataillon indépendant de transmissions (puis 1455e compagnie)
- 366e bataillon médical-sanitaire
- 188e compagnie de lutte contre les gaz
- 542e bataillon automobile
- 855e infirmerie vétérinaire divisionnaire
- 385e boulangerie de campagne
- 1881e bureau de poste de campagne (en)
- 313e bureau de campagne de la Gosbank.

### 79ebrigade de fusiliers
Cette brigade est formée entre août et octobre 1942 dans le district militaire d'Asie centrale en tant que brigade de fusiliers standard. Elle reste dans la région jusqu'en décembre, date à laquelle elle est embarquée jusqu'à Astrakhan sur la mer Caspienne et affecté à la 28e armée sur le front du Sud. Cette armée est chargée de protéger un vaste territoire entre la basse Volga et le Caucase contre les maigres forces que l'Axe avait engagées dans cette région lointaine. Après la défaite allemande à Stalingrad, la brigade avance avec son armée à travers la steppe du Caucase jusqu'à l'est du Donbass en février 1943, face aux défenses de la ligne du Mious (de). En avril, elle est transférée à la 5e armée de choc du même front et, en préparation de l'offensive d'été, elle est renforcée selon le tableau d'effectifs et de dotation (chtat) d'une division de fusiliers du 10 décembre 1942.
Le colonel Ivan Ivanovitch Blajevitch (né Jonas Blaževičius, de nationalité polonaise), qui avait auparavant servi comme chef d'état-major de la 96e division de fusiliers de la Garde (en), est nommé commandant le jour de la formation de la division.

## Vers Ukraine

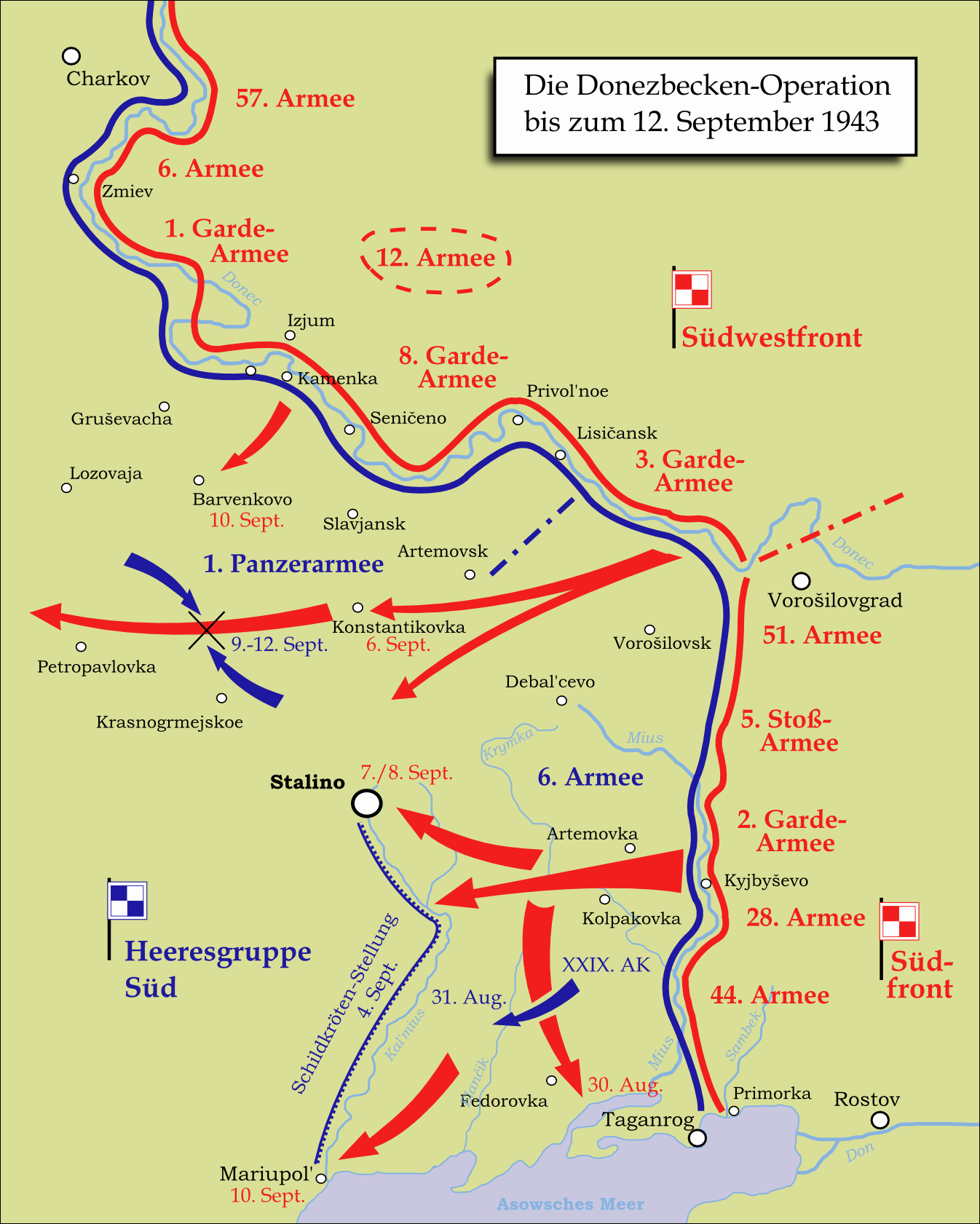
Opération offensive du Donbass, août 1943

Le front du Sud lance sa première tentative pour briser la ligne du Mious le 17 juillet alors que la bataille de Koursk touche à sa fin, mais après de nombreux combats allers-retours coûteux, il suspend ses efforts le 27 juillet, bien que les contre-attaques allemandes se poursuivent jusqu'au 2 août. Une nouvelle offensive commence le 13 août et, bien que le front du Sud-Ouest au nord soit initialement incapable de pénétrer le front de la 1re armée Panzer au sud d'Izium, le front du Sud perce, à partir du 18 août, à travers la 6e armée allemande reconstruite. La 5e armée de choc, avec une concentration écrasante, notamment d'artillerie, sur un front étroit, perce sur une profondeur de 7 km et une largeur de 3 km. À la lumière de la pleine lune, l'armée s'étend au nord et au sud derrière le front de la 6e armée. Les efforts allemands pour réduire le saillant soviétique le 20 août obtiennent quelques progrès initiaux, mais échouent en raison d'une forte réaction soviétique. Le 23 août, la 1re armée Panzer est également en difficulté avec son corps d'armée au sud d'Izioum réduit à une force de combat de seulement 5 800 hommes et incapable de tenir une ligne continue. Le 31, le maréchal von Manstein est finalement autorisé à retirer les deux armées vers la rivière Kalmious, commençant ainsi la course vers le Dniepr. Plus tard en août, la 221e division est transféré à la 44e armée, toujours sur le front sud. À l'époque, cette armée n'avait sous commandement que la 221e, la 130e division de fusiliers (ru) et la  1re région fortifiée de la Garde (en) en tant que forces d'infanterie. Au fur et à mesure que l'avancée se poursuivait, la division reçoit son premier titre honorifique pour la libération de Marioupol le 10 septembre 1943.
Plus tard dans le mois, elle retourne à la 28e armée, toujours au sein du front du Sud (renommé 4e front ukrainien le 24 octobre). En octobre, il est subordonné au 37e corps de fusiliers de la même armée. En novembre, à la suite de l'opération de Melitopol qui a isolé les forces de l'Axe en Crimée, le 37e corps est brièvement réaffecté à la 3e armée de la Garde, mais le 1er décembre, la division est  transférée dans la réserve du haut commandement suprême et commence à se déplacer vers le nord. Elle est affectée au 67e corps de fusiliers (en) de la 69e armée (en), mais lorsque la division revient sur la ligne de bataille le 29 janvier 1944, le 67e corps est affecté à la 38e armée du 1er front ukrainien. Le colonel Blajevitch laisse le commandement de la division à son commandant adjoint, le colonel Vladislav Nikolaïevitch Kouchnarenko, le 26 décembre. Ce dernier dirigera la 221e division, hormis une brève pause, pendant toute la durée de la guerre, atteignant le grade de général-major le 13 septembre 1944.

### Offensive de Proskourov-Tchernivtsi
Fin janvier 1944, les lignes entre le 1er front ukrainien et la 1re armée Panzer sont stabilisées au nord de Vinnytsia. L'offensive reprend le 4 mars (offensive de Proskourov-Tchernowitz (ru)). La 38e armée se trouve sur le flanc gauche (sud) du 1er front ukrainien et son objectif initial est Vinnytsia, après quoi elle doit continuer à avancer vers le sud-ouest en direction de Jmerynka, localité désignée comme Festung (forteresse à tenir) par Hitler. Vinnytsia est libérée le 20 mars et trois jours plus tard, la 221e division est récompensée pour son rôle par l'attribution de l'ordre du Drapeau rouge. Au cours des combats de fin mars contre la 1re armée Panzer encerclée, la division est transférée au 101e corps de fusiliers, toujours dans la 38e armée, puis elle est réaffectée au 94e corps de fusiliers de la 60e armée quelques semaines plus tard. Le 4 juin, la division entre de nouveau dans la réserve du haut commandement suprême et commence à se déplacer plus au nord.

## Offensive de Vyborg-Petrozavodsk
La 221e division, avec le reste du 94e corps, arrive en Carélie orientale le 15 juin et est immédiatement affectée à la 7e armée du front de Carélie. Le front de Léningrad avait commencé son offensive contre la Finlande dans l'isthme de Carélie le 10 juin et la 7e armée doit lancer le 20 juin dans le secteur d'Olonets sa propre offensive sur Svir - Petrozavodsk. Étant donné sa méconnaissance du terrain carélien, le 94e corps est placé derrière. Les Ve et VIe Corps finlandais évacuent une grande tête de pont au sud du Svir le 18 juin, évitant les premiers coups de l'opération soviétique, puis se replient ensuite en combattant ; Petrozavodsk tomba le 30 juin et le 10 juillet, les forces finlandaises se trouvent sur la ligne « U », lorsque l'offensive s'arrête.
Plus tard en juillet, le 94e corps est de nouveau réaffecté, désormais à la 21e armée du front de Léningrad, positionnée dans l'isthme de Carélie. À cette période, les Soviétiques ont atteint la plupart de leurs objectifs dans la guerre contre la Finlande et, au milieu du mois, ils retirent leurs unités les plus puissantes, en particulier celles blindées, pour les réutiliser ailleurs. Même si certains combats se sont poursuivis jusqu'à l'armistice du 19 septembre, l'Armée rouge est largement sur la défensive. Le 1er octobre, la majeure partie de la 21e armée, y compris la 221e division et son corps, est transférée dans la réserve du haut commandement suprême, où elle reste jusqu'en novembre.

## Offensives de Prusse orientale
Après une brève affectation au 3e front biélorusse fin novembre, la 21e armée retourne dans la réserve du Haut Commandement suprême le 1er décembre. Plus tard dans le mois, le 94e corps retourna au sein du 3e front où il rejoint la 39e armée la 221e division restera dans cette armée jusqu'en temps de paix. Au début de l'offensive finale en Allemagne le 12 janvier 1945, le 94e corps est composé des 124e (ru), 221e et 358e divisions de fusiliers (en) . Dans le plan de l'offensive, la 39e armée se trouve sur le flanc droit du 3e front biélorusse, au sud du Niémen. Le 94e corps de fusiliers est en première ligne de l'offensive, dans un secteur de 8 km de large avec le 5e corps de fusiliers de la Garde. Le corps a pour objectif immédiat de détruire les forces ennemies dans la région de Pilkallen, avant d'avancer vers l'ouest et de capturer Tilsit à la fin du cinquième jour. L'offensive commence comme prévu et enregistre immédiatement des progrès. Cependant, le 14, les forces allemandes lancent de puissantes contre-attaques le long du front tandis que l'avancée soviétique se heurte à des défenses échelonnées en profondeur. La 39e armée a repoussé jusqu'à 15 contre-attaques menées par les Allemands avec un effectif pouvant aller jusqu'à un bataillon, soutenu par 8 à 16 chars chacun. La 124e division s'engage dans la bataille derrière le flanc droit de la 358e, fait irruption dans Pilkallen et s'empare de la gare ferroviaire, la seule avancée significative de la journée.
Le commandant de l'armée, le général-lieutenant Ivan Lioudnikov, ordonne au corps d'accélérer son attaque dans la matinée du 18 janvier, dans la direction de Raudonatchen. À ce moment-là, il est clair que la 39e armée fait les meilleurs progrès parmi les armées du front, et le 1er corps de chars (ru) est amené pour l'exploiter. Dans son sillage, le 94e corps atteint la ligne de la rivière Inster près de Raudonatchen, avançant jusqu'à 20 km. Cette percée prépare le terrain pour que des éléments de la 43e armée pénètrent dans Tilsit dans l'après-midi du 19 janvier, tandis que le 94e corps poursuit vers la voie ferrée Tilsit-Insterburg. Le 22 janvier, la 221e division est en marche et ses éléments de tête se trouve près de Schwentoie, tandis que des éléments de la 39e armée atteignent la lagune de Courlande le long de la rivière Deime, coupant la défense allemande. Après de durs combats le lendemain, cette ligne fluviale est forcée et la voie est ouverte vers Königsberg. En reconnaissance de son rôle dans la pénétration des défenses de la Prusse orientale, la division reçoit l'ordre de Souvorov, 2e classe, le 19 février. À la même date, le 671e régiment de fusiliers recevra l'ordre du Drapeau rouge pour sa participation aux batailles de Tapiau, Allenburg et d'autres villes.
Les armées du flant droit du 3e front biélorusse sont chargées de capturer la ville de Königsberg et elles atteignent sa périphérie le 27 janvier. Le 94e corps est contre-attaqué à deux reprises, avec un soutien d'artillerie lourd, dans la région de Schoenwalde. Malgré cela, il perce les défenses fortifiées au nord de la rivière Alter Pregel, prend les points forts de Gamsau et Praddau et arrive le lendemain face aux fortifications de la ville elle-même, s'engageant dans des combats acharnés. Et ici, le secteur de la péninsule du Samland, à l'ouest de Königsberg, est resté stable jusqu'au début avril.
Le 9 février, la 39e armée est transférée au 1er front de la Baltique, qui est rebaptisé groupe de forces de Zemland (en) le 24 février, la 39e armée retournant alors au 3e front biélorusse. À cette époque, la division manque cruellement d’effectifs. Le régiment d'artillerie, généralement la dernière partie d'une division à subir des pertes, dispose encore de neuf batteries réparties en trois bataillons mais chaque batterie ne disposait que de deux canons de 76 mm et d'un obusier de 122 mm. Ce mélange d'obusiers et de canons dans les mêmes batteries signifie que l'artillerie est utilisée exclusivement pour l'appui-feu direct de l'infanterie, mission qui rend l'artillerie plus sujette aux tirs ennemis. Le colonel Fiodor Nikitovitch Antrochenkov prend le relais du commandement de la 221e division le 5 mars, mais le général Kushnarenko revient le 2 avril. Fin février et début mars  la division fait partie du 113e corps de fusiliers, mais elle retourne ensuite au 94e corps, où elle reste jusqu'au bout.

### Bataille de Königsberg
Lorsque l'assaut final commence le 6 avril, le 94e corps dispose de deux divisions au premier échelon et d'une au second, ainsi que de renforts considérables. À la fin de la journée, la 39e armée a avancé jusqu'à 4 km, malgré les contre-attaques de la 5e Panzerdivision venant de l'ouest. Le lendemain, l'armée subit 18 contre-attaques, ralentissant son avance. La garnison allemande capitule le 9 avril au soir, tandis que la 39e armée se regroupe pour poursuivre l'offensive du Samland (en).

## Opération en Mandchourie et après-guerre
La 39e armée est choisie pour l'invasion de la Mandchourie sous contrôle japonais, en grande partie en raison de son expérience en Prusse orientale ; la frontière japonaise étant connue pour être fortement fortifiée. Elle est placée dans la réserve du Haut Commandement suprême le 30 avril et commence bientôt son trajet vers l'est ; le 1er juillet, elle fait partie du front de Transbaïkalie. Comme de nombreuses divisions de fusiliers employées dans cette opération, la 221e reçoit un bataillon d'artillerie automotrice (douze SU-76 et un char de commandement T-70), en raison du terrain montagneux et quasiment sans routes.
Dans le plan de l'offensive, la 39e armée se trouve sur le flanc gauche du front et fait face aux montagnes du Grand Khingan. L'opération commence le 9 août et le 94e corps avance vers Hailar depuis le sud. La 36e armée voisine remporte bientôt un succès significatif contre les forces japonaises à Hailar, incitant le général Lioudnikov à rediriger les 358e et 221e divisions vers le sud pour rejoindre la 124e division qui est engagée avec les forces japonaises défendant la zone fortifiée de Halung-Arshaan. En chemin, le 10 août en fin de journée, le 221e reçoit la reddition du général Houlin, commandant du 10e district militaire de Mandchourie, ainsi que de 1 000 de ses hommes au sud de Hailar ; elle marche ensuite vers l'est en direction du col de Tarchu. Après avoir terminé la traversée, elle tourne vers le sud et engage des éléments de la 107e division d'infanterie (en) au nord de Wangyemiao. Les principales forces de la 39e armée commencent à se déplacer par voie ferrée vers la péninsule de Liaodong le 17 août tandis que le 94e corps reste engagé dans la réduction des dernières positions ennemies dans la région de Wangyemiao. L'offensive principale se termine par la capitulation japonaise le 20 août, mais les restes de la 107e division continuent à résister jusqu'à la fin du mois. Le commandant de la division japonaise, ainsi que ses 7 858 hommes restants, capitulent finalement devant la 221e division le 30 août à Chalai, au sud-ouest de Qiqihar. Le 20 septembre, la division reçoit son deuxième titre honorifique de bataille, « de Khingan », pour sa participation à cette offensive. Le nom complet de la division devient alors 221-я Мариупольско-Хинганская Краснознамённая ордена Суворова стрелковая дивизия, en français 221e division de fusiliers de Marioupol et du Khingan, du Drapeau rouge, ordre de Souvorov.
À peu près à cette époque, la division (numéro d'unité militaire 05930) est transférée avec le 94e corps à la 53e armée, toujours au sein du front de Transbaïkalie. Elle est dissoute en octobre-novembre à la gare de Kharanor avec son corps et la 53e armée.
Ses traditions sont reprises en 2016 par le 9e régiment indépendant d'infanterie de marine de Marioupol-Khingan de la milice populaire du Donbass, devenu en 2023 la 9e brigade de fusiliers motorisés de la Garde de Marioupol-Khingan au sein de l'Armée de terre russe.